# Turanisme
El turanisme, o panturanisme, és un moviment polític que advoca per la unió i cooperació de tots els pobles turquesos, tatars i uralics, com són els finesos, japonesos, uigurs, coreans, samis, hongaresos, turcs, mongols i mantxus, etc., principalment grups originaris d'Asia Central. Regió d'on prové el nom de «Turan», aquesta té el seu origen en el persa ja que amb aquest nom es denominava el Turquestan, regió al nord de l'Iran on habiten aquestes pobles. Hi ha grups que també inclouen als bascos. Això és a grans trets la inclusió col·lectiva de tots els pobles altaics i uràlics, i pot entendre's com una forma de «panaltaïcisme».

## Origen del panturanisme
El concepte de nacionalisme turanés va començar a prendre forma a partir del segle xix, ja des del segle XVIII s'utilitzava a Occident el terme Turan per referir-se a l'Àsia central. El panturanisme va néixer com una resposta a l'aparició de moviments nacionalistes semblants a Europa, com és el cas del paneslavisme. S'atribueix la fundació d'aquest concepte a Matthias Castrén, filòleg finlandès especialitzat en les llengües uralianes. En els seus treballs advocava per la unió racial dels pobles altais i uràlics, en aquests va concloure que els finlandesos provenien de l'Àsia central i que formaven part d'un grup que comprenia altres pobles, com serien els hongaresos, turcs i mongols.

## Personalitats clau
- Hüseyin Nihâl Atsız
- Enver Paşa
- Ziya Gökalp
- Yusuf Akçura
- Mehmet Fuat Köprülü
- Reşit Galip
- Sadri Maksudi Arsal
- Zeki Velidi Togan
- Reha Oğuz Türkkan
- Hikmet Tanyu
- Rıza Nur
- Turan Yazgan
- Nejdet Sancar
- Fethi Tevetoğlu
- Dündar Taşer
- Niyazi Yıldırım Gençosmanoğlu